# خسروان (أبرشيوة)
خسروان (بالفارسية: خسروان) هي قرية تقع في إيران في قسم أبرشيوة الريفي. يقدر عدد سكانها بـ 230 نسمة بحسب إحصاء 2016.